# تاريخ الفارثنغ البريطاني
الفارذنغ البريطاني (مشتق من feorthing الإنجليزية القديمة)، الجزء الرابع) كانت عُملة بريطانية تساوي ربع بنس قديم (1⁄960 جنيه إسترليني). توقف ضربها بعد عام 1956 والغي تداولها اعتبارًا من 1 يناير عام 1961.
الفارذنغ البريطاني هو استمرار للفارذنغ الإنجليزي، الذي ضربه الملوك الإنجليز قبل قانون الاتحاد عام 1707 الذي وحد تاجي إنجلترا واسكتلندا في مملكة بريطانيا العظمى. سُكت عُملات الفارذنغ النمطية فقط في عهد الملكة آن نظرًا لوجود وفرة من عُُملات الفارذنغ من العهود السابقة. سُكت العُملة بشكل متقطع في عهد جورج الأول وجورج الثاني، ولكن في عهد جورج الثالث، أصبحت العُملات المزيفة منتشرة على نطاق واسع لدرجة أن دار السك الملكية توقفت عن سك العُملات النحاسية بعد عام 1775. كانت العُملات المعدنية من فئة الفارذنغ التالية هي الأولى التي ضُربت بقوة البخار، في عام 1799 بواسطة ماثيو بولتون في دار سك النقود الخاصة به في سوهو بموجب ترخيص. وفي عام 1806، قام بولتون بسك المزيد من العُملات، واستأنفت دار السك الملكية الإنتاج في عام 1821. ضُربت العُملة المعدنية بانتظام في عهد جورج الرابع وويليام الرابع. بحلول ذلك الوقت، كانت تحمل نسخة مصغرة من تصميم البنس، وستظل تعكس تصميم البنس و نصف البنس حتى بعد عام 1936.
ضُرب الفرذنغ في مُعظم سنوات حُكم الملكة فيكتوريا الطويل. استمر إصدار العُملة المعدنية في مُعظم سنوات النصف الأول مِن القرن العشرين، وفي عام 1937 حصلت أخيرًا على تصميمها الخلفي الخاص، وهو عبارة عن رن. وبحلول الوقت الذي حُملت فيه العُملة المعدنية صورة إليزابيث الثانية من عام 1953 إلى عام 1956، كان التضخم قد أدى إلى تآكل قيمتها. كما ساهم انخفاض الطلب التجاري في تراجعها أيضًا.

## الأعداد المبكرة (1714–1775)

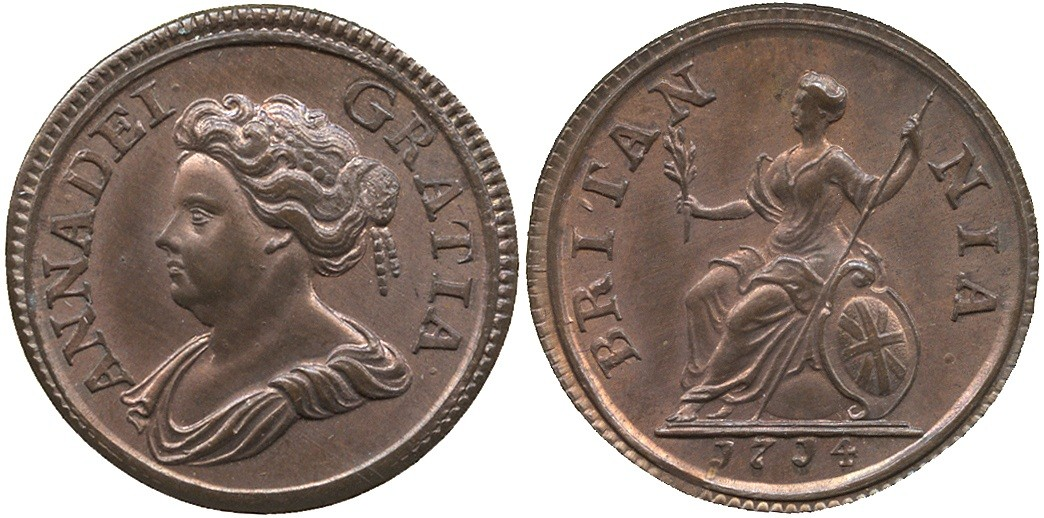
1714 آن فارثينج

يعتبر الفارذنغ البريطاني استمرارًا لسلسلة الفارذنغ التي بدأت بالفضة في عهد الملك الإنجليزي هنري الثالث في القرن الثالث عشر. أصدر أفراد من القطاع الخاص عُملات معدنية أساسية من فئة الفارذنغ كنوع مِن التغيير في القرن السادس عشر، وفي عام 1613، منح جيمس الأول جون هارينجتون، أول بارون هارينجتون من إكستون، احتكارًا لتصنيع عُملات الفارذنغ الملكية مِن النحاس والتي تحمل اسم الملك. في عام 1672، سمح تشارلز الثاني للدار بإنتاج أول عُملات فارذنغ نحاسية، وظهرت كلمة بريتانيا على العُملة لأول مرة.
لم يكن إصدار الفارذنغ ضروريًا خلال معظم فترة حكم الملكة آن (1701-1714) بسبب وجود فائض من الفارذنغ الإنجليزي، والذي استمر في التداول. ولكن ابتداءً من عام 1713، كان هناك نقص في العُملات النحاسية (نصف البنس والفلس). كانت دار السك الملكية تُخطط لإصدار قطع نقدية من فئة الفارذنغ في عام 1714، ولكن إحبط هذا الأمر بسبب وفاة الملكة في ذلك العام. فارذنغ 1714، وزنه 4.8-5.8 غرامًا وقطرها 21-22 ملم، يُعتبر نمطًا. كانت تحتوي على ما يعادل ربع فلس من النحاس، حيث كان السير إسحاق نيوتن هو مدير دار السك، وكان يُعتقد أن العُملات المعدنية يجب أن تحتوي على قيمتها في شكل معدن. هُربت بعض عُملات آن فارذنغ إلى التداول، وكانت هناك نقوش مستمرة وغير صحيحة مفادها أنها كانت ذات قيمة عالية للغاية. يقال إن عُملة بريطانيا تحمل صورة الملكة آن، ووفقًا للكاتبة المتخصصة في علم العُملات كيري رودجرز، "كانت هذه هي النقطة التي بدأ فيها دمج تجسيد المرأة لبريطانيا مع صورة الملكة الحاكمة في الظهور بقوة". كان لدى نيوتن آراء قوية حول جودة العُملات، وتُظهر عُملة آن فارذنغ تقدمًا، مثل الاتساق الأكبر في الضرب، مقارنة بعُملة ويليام الثالث.
لم تقل الحاجة إلى العُملات النحاسية بعد تولي الملك جورج الأول (1714-1727) العرش، ولكن عُملات النصف بنسات والفارذنغ من سلسلة آن (المصنوعة مِن معدن اُعد في دار السك الملكية) فشلت في اختبارات النقاء. ولم يكن الأمر كذلك حتى عام 1717 عندما حاول نيوتن سك هاتين الفئتين مرة أخرى، وهذه المرة من شريط نحاسي اشتراه من أحد المقاولين. ارتفع سعر المعدن، لذا كانت العُملات المعدنية الجديدة أخف وزنًا من عُملات آن، عند 4.5-5.3 غرام. كانت القطع النقدية المعدنية التي ضُربت في عام 1717 أصغر حجمًا وأكثر سمكًا من القطع النقدية التي ضربت في عام 1714، حيث بلغ قطرها 20-21 مليمترًا، وتُعرف باسم القطع النقدية المعدنية "المفرغة". كانت القطع النقدية المعدنية من الفترة 1719-1724 أكبر قليلاً، إذ بلغ حجمها 22-23 مليمتراً، ولكنها بنفس الوزن. كانت العُملات المعدنية ذات نقش بارز، وواجهت دار السك الملكية صعوبة في نقل التصميم إلى الفراغات، مما أدى إلى ظهور عدد لا يُحصى من العيوب. تتميز العُملة المعدنية برأس الملك جورج المواجه لليمين ونقش GEORGIVS REX على الوجه الأمامي، وعلى الوجه الخلفي تصميم مماثل لتصميم عُملات آن فارذنغ: بريتانيا مع نقش BRITANNIA والتأريخ في الغلاف أدناه. كانت الفارذنغات معروضة للبيع في مقر دار سك العُملة في برج لندن في عبوات من خمسة و عشرة شلنات؛ ورفضت الخزانة تخصيص أموال للتوزيع الإقليمي. صُمم الفارذنغ بواسطة جون كروكر، وربما بمساعدة يوهان رودولف أوكس الأب، وضُرب كل عام من عام 1717 إلى عام 1724. تعاقدت الدار قد على سَك العُملة المعدنية لِمدة سبع سنوات؛ وعندما انتهى العقد، توقفت عملية سَك العُملة المعدنية.

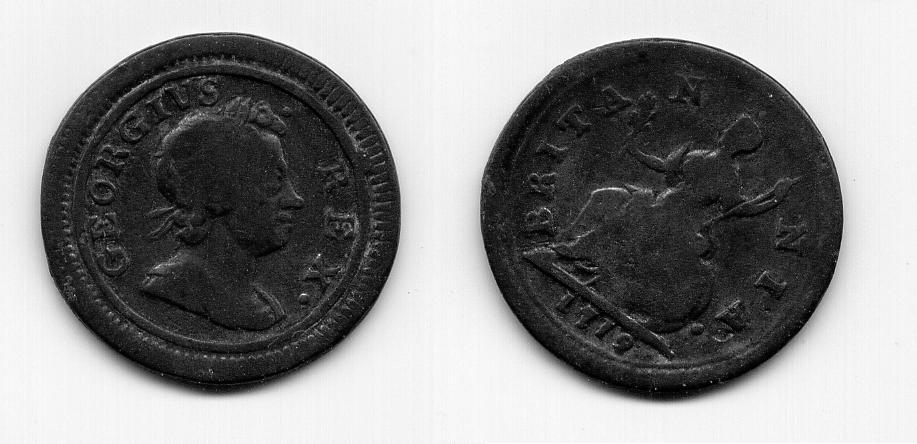
1719 جورج الأول فارثينج

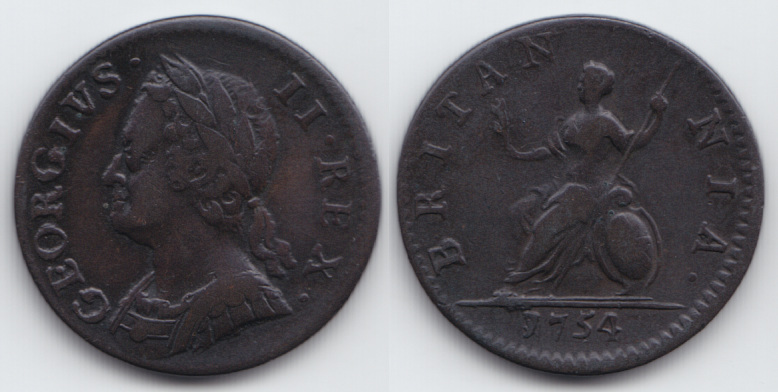
1754 جورج الثاني فارثينج

توفي جورج الأول عام 1727، وهو نفس العام الذي توفي فيه نيوتن، وتولى ابن الملك الملك جورج الثاني العرش، وحكم حتى عام 1760. قام كروكر بنقش رأس الملك الجديد على العُملة المعدنية؛ ولم يتغير تصميم بريتانيا. سُكت عُملات معدنية تحمل تصميم كروكر لرأس جورج في أعوام 1730-1737 و 1739. استُخدم تمثال نصفي لملك أكبر سناً من صنع جون سيجيسموند تانر على الفارثينغ في أعوام 1741، 1744، 1746، 1749، 1750، و 1754، على الرغم مِن أن عُملة 1754 ربما سُكت على الأقل حتى عام 1763. جميع عُملات جورج الثاني كانت تزن ما بين 4.5 و 5.3 غرامًا وقطرها 22-23 ملم. أظهر كلا الوجهين رأسين متجهين إلى اليسار للملك جورج والنقش GEORGIVS II REX، وعلى الوجه الخلفي، بريتانيا مع النقش BRITANNIA والتأريخ في الغلاف. صُنع الفارذنغ بأعداد صغيرة نسبيًا مقارنة بنصف البنس (الذي ضُرب كل عام من عام 1730 إلى عام 1754)؛ ولم يُسك نصف هذا العدد من الفارذنغ في أي عام، وفي معظم السنوات، كان عددهم أقل بكثير.
كان سبب توقف العمل في عام 1754 هو فائض النحاس، ذلك بناءً على طلب عاجل مِن التجار. ولكن حتى في تلك اللحظة ظَهرت مشكلة مختلفة، وهي التزوير. كانت العُملات المعدنية المُقلدة خفيفة الوزن مِن فئة نصف البنس والفارذنغ (كان البنس آنذاك مصنوعًا من الفضة) قد ظَهرت في وقت مبكر مِن عام 1725، وفي العقود التالية، أصبحت بمثابة سَيل من العُملات. كانت القوانين في ذلك الوقت تجعل تزوير العُملات النحاسية مجرد جنحة يُعاقب عليها بغرامة أو بالسجن لِفترة قصيرة، في حين كان يتعامل مع تزوير الذهب والفضة بِصرامة. كانت المنتجات المُقلدة مُنتشرة بشكل خاص في المناطق الريفية حيث نادرًا ما كانت هناك إصدارات مَلكية، في ظِل عدم وجود خطة منظمة للتوزيع. لم يُسك أي فارذنغ بعد عام 1754، باستثناء الإصدارات اللاحقة التي يرجع تأريخها إلى عام 1754 والتي ربما كانت بسبب استخدام دار السك الملكية لمخزونات النحاس. ولجعل التزوير غير اقتصادي، اقترح مجلس دار السك في عام 1755 خفض قيمة الفارثنغ إلى 1⁄6 بنس ونصف بنس 1⁄3، لكن الحكومة رفضت.
صدر أول نصف بنسات وربع بنسات تحمل صورة حفيد جورج الثاني وخليفته الملك جورج الثالث (1760-1820) في عام 1771، وهو العام الذي قرر فيه البرلمان أن تزوير العُملات النحاسية يعد جريمة جنائية. كان لهذا تأثير ضئيل؛ حيث صُهرت كميات كبيرة منه لإنتاج تقليد خفيف الوزن، على الرغم من أن الفارذنغ كان أقل تزويرًا من نصف البنس. هذه السلسلة الأولى من عُملات جورج الثالث، التي ضُربت في عامي 1771 و 1773-1775، كان وزنها 4.3-5.3 غرام، بقطر 23-24 ملم. الوجه الأمامي، الذي صممه ريتشارد ييو أو توماس بينجو، يُصور تمثال نصفي للملك متجهًا إلى اليمين، مع نقش GEORGIVS III REX، بينما لم يجرى أي تغيير كبير على الوجه الخلفي. وعلى الرغم مِن التزوير، توقفت دار السك عن ضرب العُملات النحاسية في عام 1775 على أساس وجود ما يكفي مِن العُملات القانونية من فئة الفارذنغ و النصف بنسات في التجارة. لم تُسك العُملة المعدنية من فئة الفارذنغ مرة أخرى بواسطة دار السك الملكية حتى عام 1821.

## سوهو والإصدارات الملكية المتجددة (1799-1837)

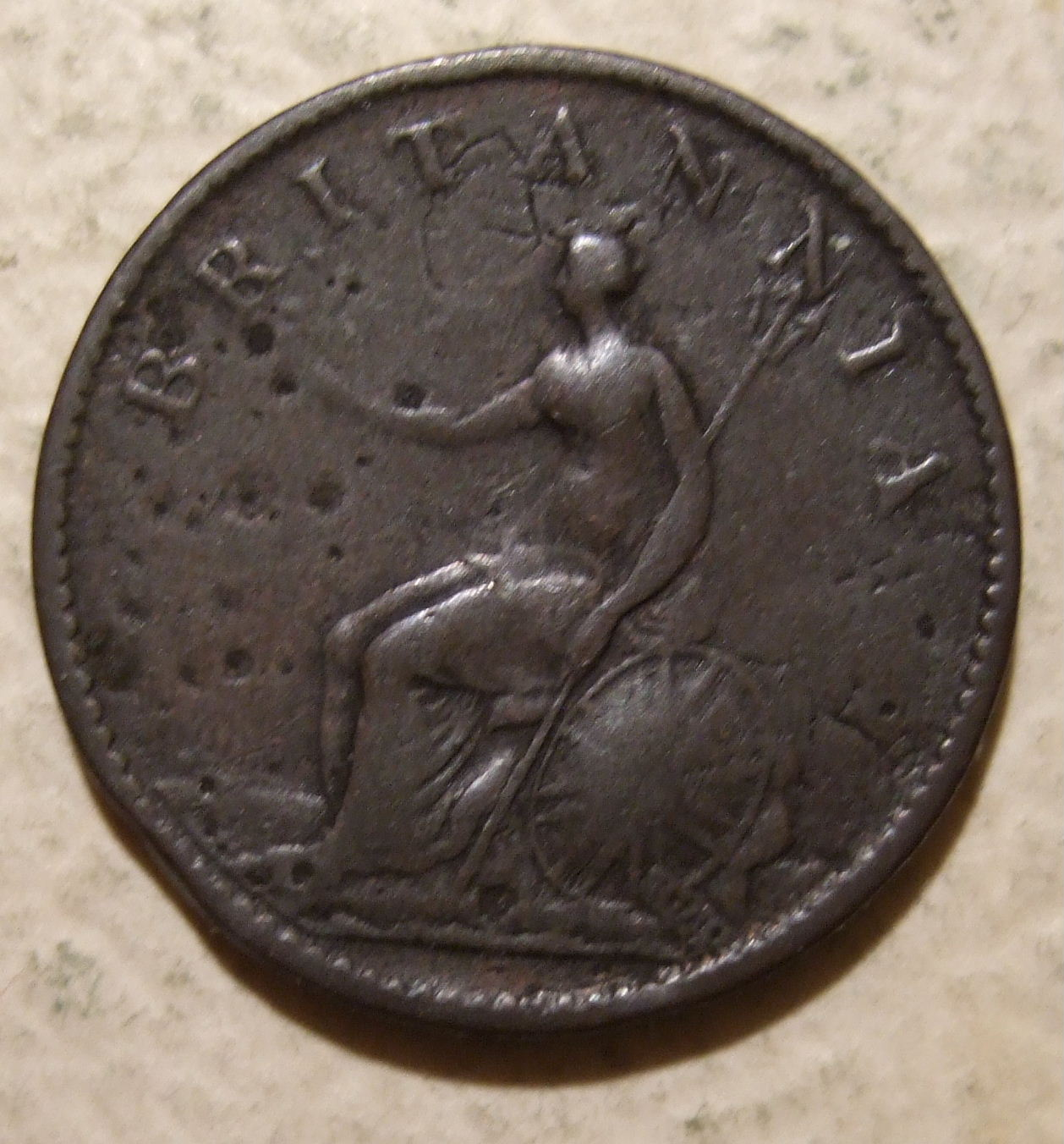
ظهر عملة فارثينج من إنتاج بولتون يعود تاريخها إلى عام 1807

منذ عام 1775، أصبحت مُعظم العُملات النحاسية المتداولة مزيفة. وفي نهاية المطاف، استجاب القطاع الخاص، فملأ الفجوة برموز خاصة بدءاً من عام 1787، و منحت وزارة الخزانة عقداً إلى ماثيو بولتون لسك العُملات النحاسية في عام 1797. في دار سك العُملة الخاصة به في سوهو بالقرب مِن برمنغهام، أنتج بولتون عُملات البنس والثنائية الشهيرة كارتويل، والتي سميت بهذا الاسم بسبب مظهرها، وهي أول عُملات بريطانية رسمية ضُربت بالبخار. ولم يتضمن العقد إنتاج الفارذنغ، رغم أن بولتون أعد عِدة أنماط. في عام 1799، حصل بولتون على ترخيص لإنتاج العُملات المعدنية من فئة نصف البنس و الفارذنغ. وفي الوقت نفسه، ارتفع سعر النحاس، و سكت عُملة أكثر تقليدية.
حقق فارذنغ 1799 إنجازًا جديدًا في مجالين: حيث كان الوجه الخلفي منقوشًا عليه 1 FARTHING، وهي المرة الأولى التي يَظهر فيها اسم فئة على عُملة إنجليزية أو بريطانية، كما كانت أيضًا أول عُملة بريطانية تحمل التأريخ على نفس جانب رأس الملك. أصبح النقش الموجود على الوجه GEORGIUS III DEI GRATIA REX، ويصور الوجه الخلفي بريتانيا جالسة متجهة إلى اليسار ممسكة برذاذ ورمح، مع النقش BRITANNIA 1 FARTHING. في عامي 1806 و 1807، قام بولتون بضرب 22.5 طنًا إضافيًا (23 طنًا) من النحاس في عُملات معدنية، ولكن سعر النحاس ارتفع مرة أخرى وكان الوزن أقل من إصدار عام 1799. يبلغ وزن الفارذنغ من إصدار عام 1799 ما بين 5.8–6.6 غرام (0.20–0.23 أونصة) بقطر 23–24 مليمتر (0.91–0.94 بوصة)، بينما يبلغ وزن إصدار بولتون اللاحق 4.7-4.8 غرام (0.17 أونصة) بقطر 21–22 مليمتر (0.83–0.87 بوصة). بالنسبة لإصدارات 1806-1807، ازيلت الفئة من العُملة المعدنية، واختصر DEI GRATIA إلى D G، وعُدلت صورة بريتانيا قليلاً. استُدعت عُملات النحاس من فئة الفارذنغ ونصف البنس من قبل عام 1797 بموجب إعلان مؤرخ 5 ديسمبر 1817، واستردت بالوزن.

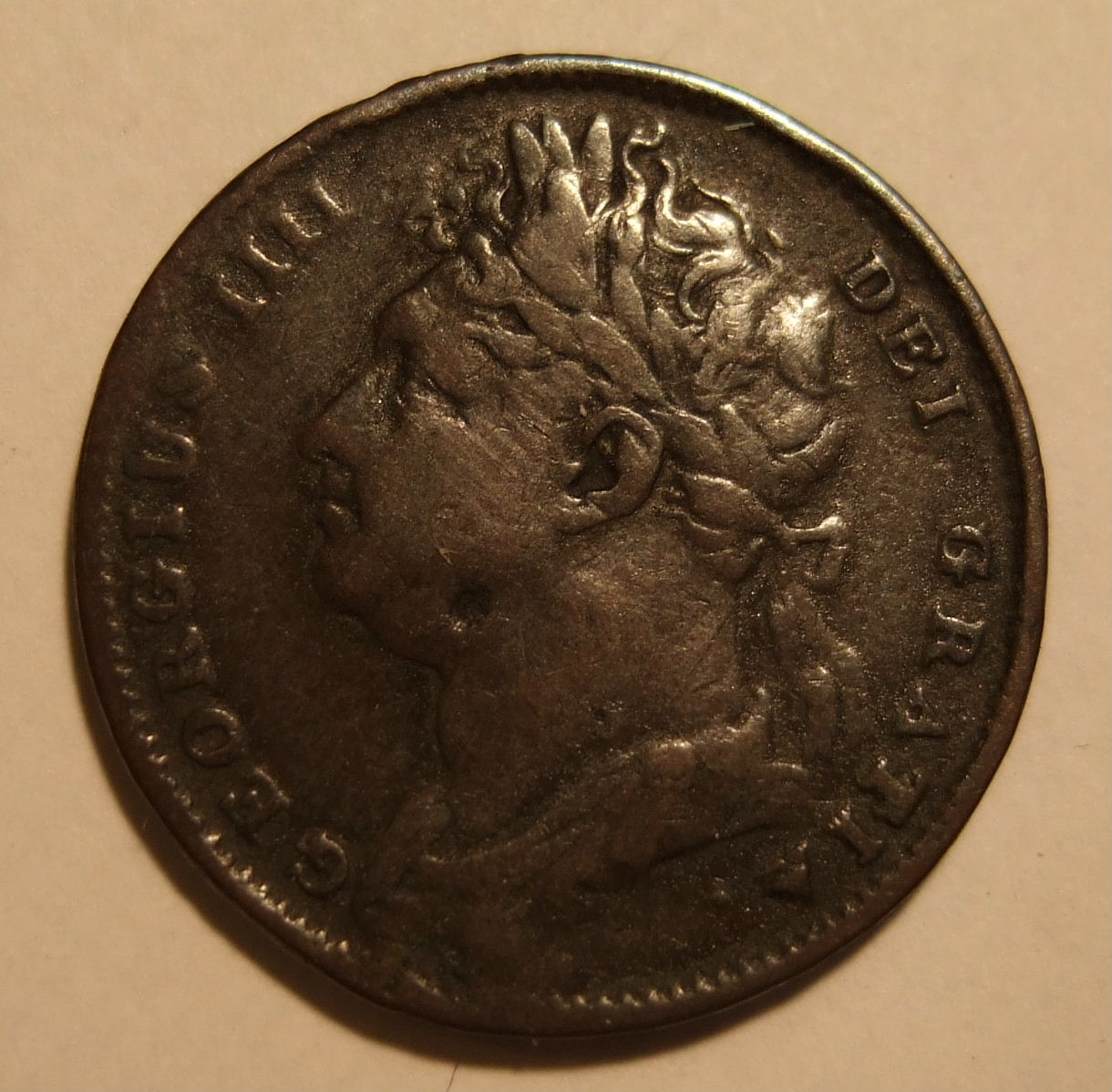
الوجه الآخر للفارثنج 1822، بريشة بينيديتو بيستروتشي

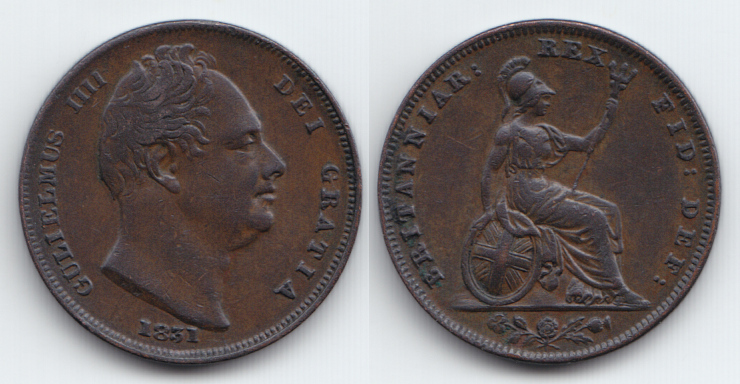
1831 ويليام الرابع فارثينج

اصلحت العُملة في عشرينيات القرن التاسع عشر من خلال عملية إعادة سك العملة الكبرى عام 1816. ولم يستأنف إنتاج العُملات النحاسية إلا بعد وفاة جورج الثالث في عام 1820 وتولي الملك جورج الرابع (1820-1830). انتج الفارثنج في عام 1821، مع احتفاظ بريتانيا بمكانها على الوجه الخلفي. أصبحت هذه القطع سارية المفعول بموجب إعلان صدر في 14 نوفمبر من ذلك العام، مما جعل قيمتها القانونية ستة بنسات. أثارت صورة الملك الأصلية المرسومة على العُملة المعدنية، بواسطة بينيديتو بيستروتشي، كراهية ملكية شديدة، ولكن استُخدمت على العُملة المعدنية في عام 1821 وفي الفترة من 1823 إلى 1826. بحلول ذلك الوقت، مُنع بيستروتشي من العمل على العُملات بسبب رفضه نسخ عمل فنان آخر. كُلف ويليام واين بمهمة نقش ما أصبح فيما بعد النوع الأكثر جاذبية "الرأس العاري" في عام 1826. كان إصدار النقود النحاسية في عام 1826 بسبب سحب الإصدارات المنفصلة لأيرلندا؛ حيث قُيم البنس الأيرلندي ب ـ12⁄13 من نظيره البريطاني. اعيد تصميم الجانب الخلفي بشكل طفيف، لكنه ظل كما هو إلى حد ما. بلغ وزن الفارذنغ الذي صممه بيستروتشي 4.5–4.8 غرام (0.16–0.17 أونصة) بقطر 22 مليمتر (0.87 بوصة)؛ كانت العُملات اللاحقة التي أصدرها واين (والتي صدرت كل عام من عام 1826 إلى عام 1830) تزن 4.6–4.9 غرام (0.16–0.17 أونصة) بقطر 22 ملم. انتج تصميمي بيستروتشي و وايون في عام 1826. يُظهر وجه بيستروتشي تمثال نصفي للملك جورج الرابع متجهًا إلى اليسار مع نقش GEORGIUS IIII DEI GRATIA، بينما يُظهر الوجه الخلفي بريتانيا مُرتدية خوذة متجهة إلى اليمين تجلس على يسار العُملة، وتحمل درعًا ورمحًا ثلاثي الشعب، مع نقش BRITANNIAR REX FID DEF والتأريخ في السجل تحت بريتانيا. يظهر على وجه عُملة واين تمثال نصفي للملك جورج الرابع، متجهًا إلى اليسار، مع نقش GEORGIUS IV DEI GRATIA، بينما النقش الموجود على الوجه الخلفي لم يتغير.
أدى وفاة الملك جورج عام 1830 إلى تولي شقيقه الملك ويليام الرابع (1830-1837) العرش. وقد ترك واين، كبير النقاشين آنذاك، ظَهر الفارثنغ دون تغيير، ونقش على الوجه الأمامي صورة للملك ويليام بريشة السير فرانسيس تشانتري. ظلت النقوش دون تغيير، باستثناء استبدال اسم GULIELMUS IIII (وليام الرابع) باسم GEORGIUS IV على الوجه. انتج الفارذنغ في عام 1831، و في الفترة من 1834 إلى 1837، وضُرب الإصدار الأخير في عام وفاة الملك ويليام.

## فلس فيكتوري
سُكت عُملات الفارذنغ التي تحمل صورة الملكة فيكتوريا، بواسطة واين، بداية من عام 1838؛ ولم يجرى أي تغيير على الوجه الخلفي بخلاف استبدال الاختصار REG (ريجينا، أو الملكة) بـ REX (الملك)، مما يشير إلى وجود ملكة حاكمة الآن. ظل الفارثنغ بنفس الحجم الذي كان عليه منذ عام 1826. منذ عام 1838، سُكت العُملة المعدنية من فئة الفارذنغ في كل عام من عهد فيكتوريا الطويل باستثناء أعوام 1870، 1871، و1889 (كان إصدار عام 1877 في مرحلة الاختبار فقط وربما يُصنع في وقت لاحق). استخدمت نفس القوالب الأمامية للعُملة النحاسية والجنيه السيادي، وعلى الأرجح استُخدمت للعُملة الذهبية أولاً. وقد ساهم هذا في ارتفاع مستوى العيوب في سلسلة الفارذنغ، لكنه ضمن سكها كل عام، كما كانت الحال مع العملة الذهبية الشهيرة. في العصر الفيكتوري، كان من الممكن شراء ثلاث محار، مع الخبز والزبدة، من بائع المحار الذي يتجول في شوارع لندن، مقابل فلس واحد. ستكون هذه العملة كافية لشراء عصفور في أحد أسواق شرق لندن.
في عام 1859، قررت الحكومة أن الحالة السيئة للعُملة النحاسية تتطلب سحبها. كانت عُملة الفارذنغ في حاجة خاصة إلى التجديد؛ فقد وجدت دراسة استقصائية أجريت عام 1857 أن الفارذنغ لا يشكل سوى حوالي 3 في المائة من العُملات النحاسية المتداولة، على الرغم من أن حوالي 20 في المائة من العُملات النحاسية التي ضُربت منذ عام 1821 كانت من الفارذنغ. وقد اعتبر البرونز بديلاً مناسباً. في عام 1860، أقر البرلمان تشريعًا يسمح بضرب البنس، نصف البنس، والفلس من سبيكة من المعادن. سُكت كميات كبيرة من البنسات البرونزية، نصف البنسات، والفارذنغات ابتداءً من عام 1860 ليس فقط من قبل دار السك الملكية ولكن أيضًا من قبل شركتين في برمنغهام بموجب عقد. على الرغم من أن وزن البنس قد انخفض إلى النصف، إلا أن الفلس أصبح أخف قليلاً من ذلك حتى لا يكون صغيراً للغاية. كان الفارذنغ مطابقًا تقريبًا للبنس ونصف البنس باستثناء بعض التفاصيل البسيطة. دخلت العُملة البرونزية الجديدة إلى التداول في ديسمبر 1860؛ والغي تداول القطع النحاسية القديمة بعد 31 ديسمبر 1869 في بريطانيا (على الرغم من أن دار السك ظلت تقبلها حتى عام 1873) وفي نهاية عام 1877 بالنسبة للمستعمرات.

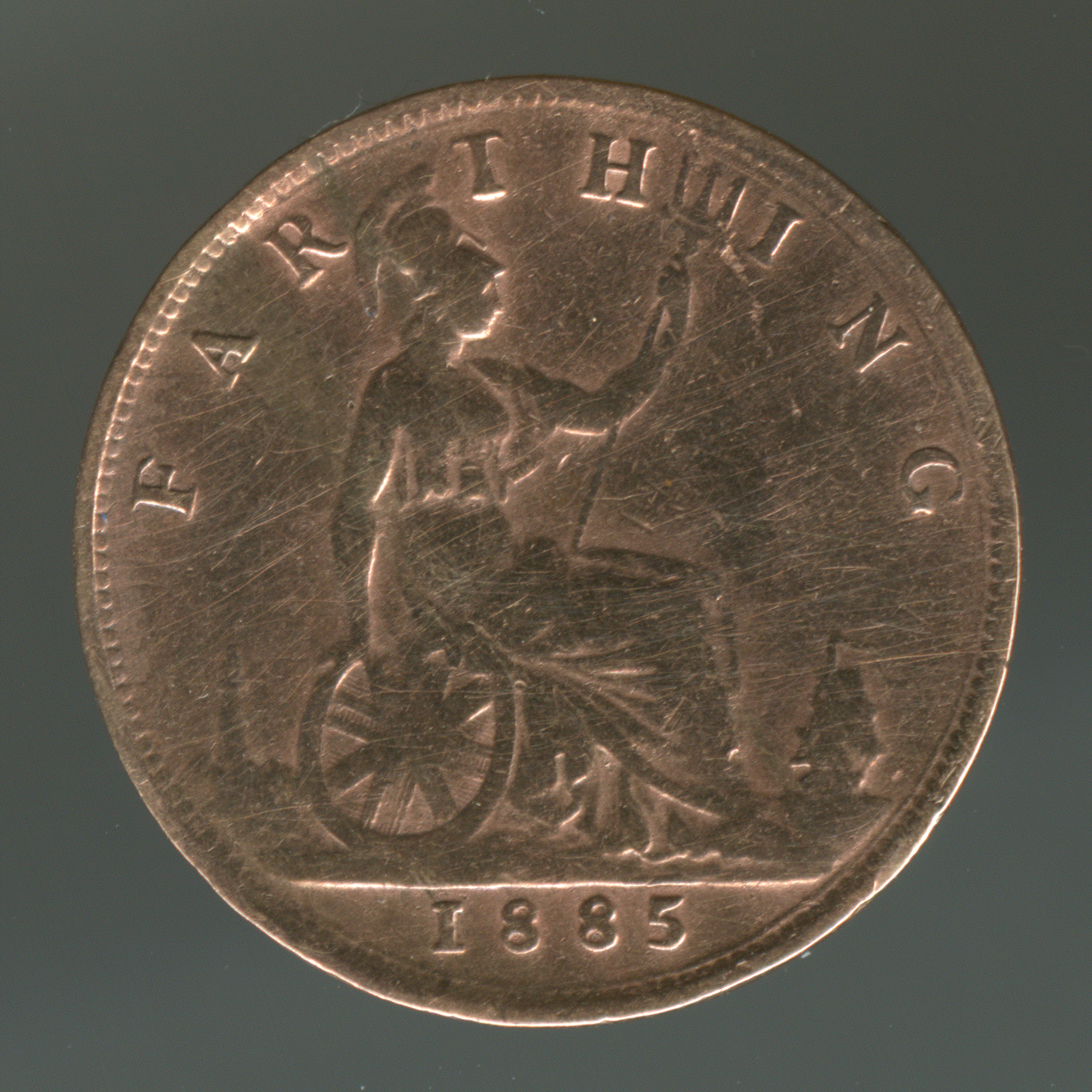
ظهر عملة فارثينج من عام 1885

كان وزن الفارذنغ البرونزي الجديد 2.8-3.0 غرام، وكان قطرها 20 ملليمترًا، وكانت مصنوعة من سبيكة من 95% نحاس، 4% قصدير، و 1% زنك. وبغض النظر عن التغييرات الطفيفة في السبائك، فإن هذه ستظل مواصفات الفارذنغ حتى إلغائها بعد عام 1956. مكتوب عليها FARTHING على الوجه الخلفي، مع التأريخ في الأسفل تحت كلمة بريطانيا. يظهر على الوجه الأمامي صورة "رأس الكعكة" أو "رأس الشابة" للملكة فيكتوريا؛ وقد صمم كلا جانبي العُملة ليونارد تشارلز واين، ابن ويليام. كان النقش الموجود على الوجه هو VICTORIA D G BRITT REG F D. يُمكن رؤية علامة دار السك "H" أسفل التأريخ على بعض عُملات الفارذنغ الصادرة في الفترة من 1874 إلى 1876،و1881 إلى 1882؛ وقد سُكت في دار سك هيتون في برمنغهام. على الرغم من أن سلسلة Bun farthing أنتجت عدة أصناف، إلا أنها ليست واسعة النطاق مثل سلسلة البنس ونصف البنس. كان الفارثينج يميل إلى أن يكون الأقل سكًا من بين العُملات البرونزية الثلاث، بين 1و 6 كان يُضرب الملايين من العُملات المعدنية في معظم السنوات في أواخر العصر الفيكتوري؛ وكان عدد النصف بنسات التي ضُربت أكبر من عدد الفارذنغ، وكان عدد البنسات التي ضُربت يتجاوز بانتظام 10 مليون بحلول تسعينيات القرن التاسع عشر. على الرغم من أن عددًا أقل من الفارذنغات قد سُك، إلا أن نسبة أكبر منها قد نجت بسبب الارتباط العاطفي للشعب البريطاني بالعُملة الأقل قيمة.
في عام 1896، قُدم وجه جديد للعُملة البرونزية يظهر فيكتوريا كامرأة مسنة. صُمم الوجه من قبل توماس بروك ونقشه جورج ويليام دي سولس. وظل الفارثنغ يعرض ذلك حتى عام وفاة الملكة، عام 1901. كما قام دي سولس بمراجعة الوجه الخلفي للعُملة؛ وكان التغيير الأكثر أهمية هو حذف المنارة والسفينة على جانبي بريتانيا؛ ولن يعودوا أبدًا إلى العُملة المعدنية القديمة. كان النقش الموجود على فارذنغ الرأس القديم هو VICTORIA DEI GRA BRITT REGINA FID DEF IND IMP. ابتداءً من عام 1897، صدر الفارذنغات الداكنة بشكل مصطنع؛ وكان هذا لتجنب الخلط بين الفارذنغات الجديدة الساطعة ونصف السينودس؛ وكان الفارذنغ البرونزي والقطعة الذهبية بنفس الحجم.

## القرن العشرون وإلغاء العبودية (1902-1956)
كان فارذنغ الملك إدوارد السابع (1901-1910)، ابن فيكتوريا وخليفتها، يُضرب كل عام من عام 1902 إلى عام 1910؛ كان لا يزال مُعتمًا بشكل مصطنع. تراوحت الكميات المسكوكة من 2.6 مليون (1910) إلى 8.9 مليون (1908) في وقت لم ينخفض فيه سَك البنس أبدًا إلى أقل مِن 12 مليون وارتفع إلى 47 مليون في عام 1907. سُكت ما مجموعه 1,021,013 جنيهًا إسترلينيًا من البنسات التي تحمل صورة إدوارد، و 222,790 جنيهًا إسترلينيًا مِن نصف البنسات، ولكن 45,429 جنيهًا إسترلينيًا فقط من الفارذنغ. ولكن بالنسبة لبيان قيمة العُملة المعدنية، فإن التصميمات الموجودة على البنس، نصف البنس، و الفارذنغ مُتطابقة فعليًا حيث استَخدم دي سولس مخرطة جانفييه لتحويل النماذج إلى قوالب. كان الوجه الجديد مِن عملهُ، ويظهر تمثال نصفي للملك متجهًا إلى اليمين، مع النقش EDWARDVS VII DEI GRA BRITT OMN REX FID DEF IND IMP.

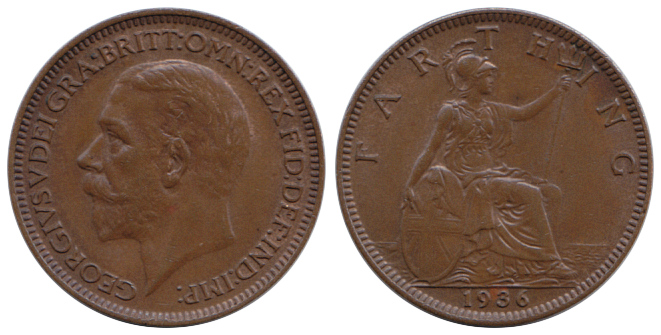
عملة جورج الخامس 1936

أدت العُملات المعدنية التي صنعها ابن إدوارد وخليفته، الملك جورج الخامس، إلى ظهور صورة جديدة متجهة إلى اليسار بواسطة السير بيرترام ماكينال واستمرار تصميم بريتانيا. انتج الفرثينغات التي تحمل صورة الملك جورج في كل عام من سنوات حُكمه باستثناء عام 1910. باستثناء استبدال GEORGIVS V (George V) بـ EDWARDVS VII، لم يجرى أي تغيير على النقش. في عام 1917، توقفت دار سك العُملة عن تعتيم فئات الفارثنغ، حيث لم يعد يُسك نصف الجنيه. على غرار البنس ونصف البنس، صُنع رأس الملك بحجم أصغر قليلاً في عام 1926. كما عُدل تصوير بريتانيا بشكل طفيف في ذلك العام. ضُرب ما مجموعه 5,710,748 جنيهًا إسترلينيًا في البنسات، و 1,039,704 جنيهًا إسترلينيًا في نصف البنسات و 222,643 جنيهًا إسترلينيًا في الفارثينغ للعهد.
كان فارثينغ إدوارد الثامن نموذجًا كان ينتظر الموافقة الملكية في وقت التنازل عن العرش في ديسمبر 1936. كانت هناك حركة جارية نحو تصميم عُملات أكثر حداثة؛ حيث اعتمدت الدولة الأيرلندية الحرة في عام 1927 سلسلة مِن العُملات المعدنية التي تصور الحيوانات، كما أعادت بعض المستعمرات تصميم عُملاتها المعدنية. كان الملك إدوارد مهتمًا أيضًا بالابتعاد عن الشعارات التي تميز العُملات البريطانية، حيث أظهرت العُملات الأجنبية على سلسلة ساعته لنائب مدير دار سك العُملة، روبرت جونسون، وطلب المزيد من هذه العُملات. استسلم الملك إدوارد في النهاية للمسألة، خوفًا من أن مثل هذهِ التصاميم قد تكون غير مقبولة للشعب البريطاني، لكن الموضوعات غير الشعارية لعُملة نصف البنس (سفينة شراعية) والفارثنغ نجت. اختير تصميم العُملة المعدنية البريطانية، وهو طائر صغير، ليضع أصغر طائر بريطاني على العُملة المعدنية البريطانية من حيث القيمة. في محاولة لكسر الجمود بين الملك إدوارد ودار سك العُملة، أعد الفنان ويلسون باركر سلسلة من تصميمات العُملات المعدنية استنادًا إلى ما كان يُعتبر بشكل فضفاض حيوانات ملكية: النسر، الحمامة، الأيل، الحفش، البجعة، و الطائر الصغير، التي على الرغم من إعجاب اللجنة الاستشارية (بما في ذلك كينيث كلارك الشاب)، إلا أنها لم تحصل على موافقتهم بسبب تفضيل اللجنة لعلم الشعارات. وكان السبب الآخر وراء التغيير هو أن تصميم بريتانيا، الذي قُلص من نموذج، كان من الصعب تقديره نظرًا لحجم العُملة الصغيرة. صُمم الوجه من قِبل همفري باجيت. لقد حصل الملك إدوارد على ما يريد في مسألة واحدة: حيث كانت صورته متجهة إلى اليسار على الأنماط، بينما وفقًا للتقاليد فإن الملك يواجه الاتجاه المعاكس من عهده السابق، وكان جورج الخامس يواجه اليسار. أصر إدوارد لأنه اعتبر جانبه الأيسر هو الأفضل. كان التغيير الوحيد في النقش هو استبدال EDWARDVS VIII (إدوارد الثامن) بـ GEORGIVS V

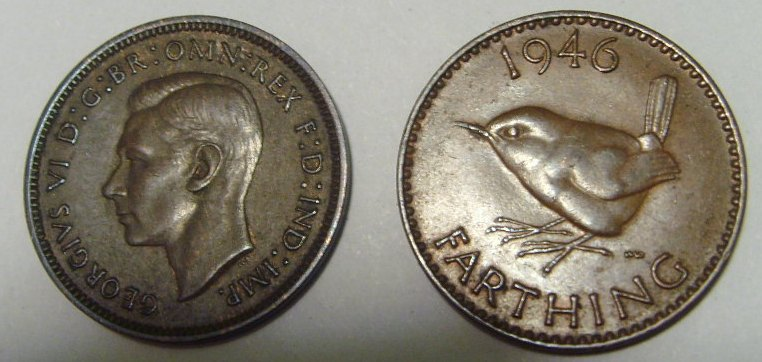
عملة الرن فارثينج للملك جورج السادس عام 1946

وافق على تصميم الطائر لعُملة شقيق إدوارد وخليفته الملك جورج السادس (1936-1952)؛ وظل على العُملة المعدنية طوال السنوات العشرين المتبقية من عمرها. قام باجيت بإعادة تصميم وجهه ليشمل تمثال نصفي للملك الجديد المتجه إلى اليسار، و عُدلت الصياغة لتشمل GEORGIVS VI. سُكت العُملة المعدنية سنويًا اعتبارًا من عام 1937. في عام 1949، بعد استقلال الهند، ازيل IND IMP من الوجه. أدى تولي الملكة إليزابيث الثانية العرش في عام 1952 إلى ظهور صورة جديدة للعُملة في العام التالي، صممتها ماري جيليك. كان النقش على الوجه هو ELIZABETH II DEI GRA BRITT OMN REGINA F D في عام 1953، و ELIZABETH II DEI GRATIA REGINA F D بعد ذلك. كان هذا التغيير بمثابة اعتراف بأن بعض دول الكومنولث البريطاني كانت جمهوريات.
في السنوات التي أعقبت الحرب العالمية الثانية، شهد الفارثينغ استخدامًا أكبر، حيث حَددت الحكومة سعر رغيف الخبز القياسي الذي يزن رطلًا واحدًا (454 غرامًا)، وكان السعر يتضمن نصف بنس فردي؛ وبالتالي فإن المعاملة النقدية لشراء رغيف خبز يزن نصف رطل في حد ذاته تتطلب استخدام الفارثينغ، إما مع الدفع أو كباقي. بحلول الخمسينيات من القرن العشرين، أدى التضخم إلى انخفاض القدرة الشرائية للفارثينغ، كما انخفض الطلب التجاري. وعكست الرسائل المرسلة إلى صحيفة التايمز هذا الواقع: حيث ذكر أحد المراسلين أنه رُفض عندما عرض على سائق حافلة دفع ثمانية فارثينغ مقابل أجرة بنسين، كما أصبح أحد البائعين مسيئًا عندما عُرض عليه ستة فارثينغ مقابل صحيفة. وقد حدث هذا على الرغم من أن العُملة كانت لا تزال قانونية مقابل شلن، كما أشارت رسالة لاحقة. استمر الطلب في الانخفاض، واوقف إنتاج الفارثينغ بعد عام 1956. وقد أدى إلغاء الفارثنغ من التجارة أيضًا إلى إفساح المجال أمام إمكانية طرح عُملات أصغر حجمًا من فئة البنس ونصف البنس، وهو ما فكر مسؤولو دار سك العُملة الملكية في اقتراحه. لم يعد الفارثنغ عُملة قانونية بعد 31 ديسمبر 1960.

## تصاميم الوجه

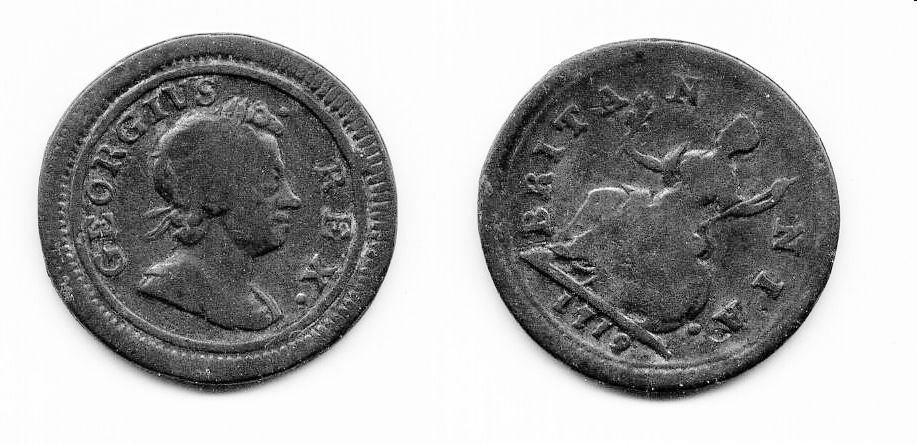
جورج الأول
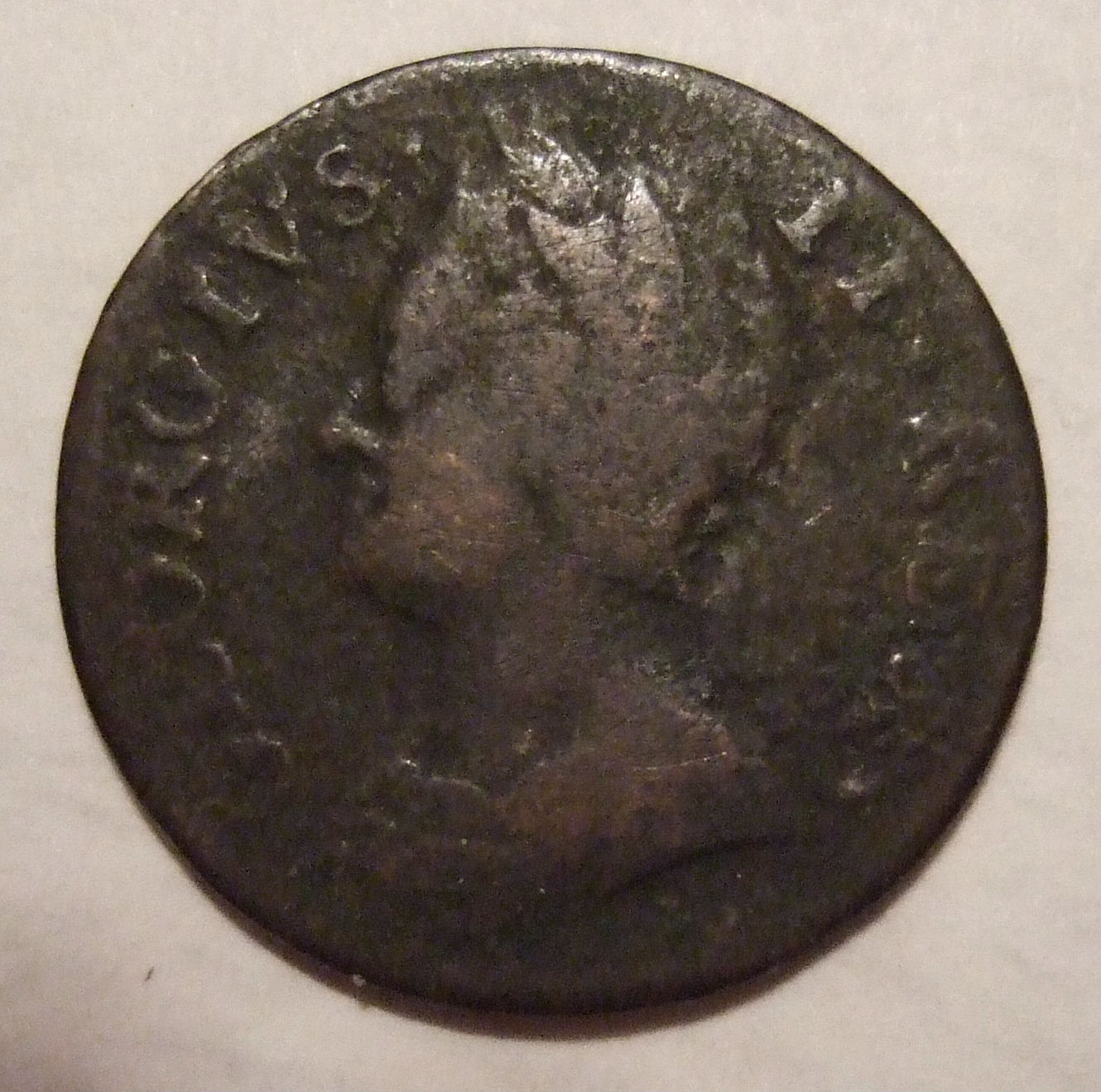
جورج الثاني
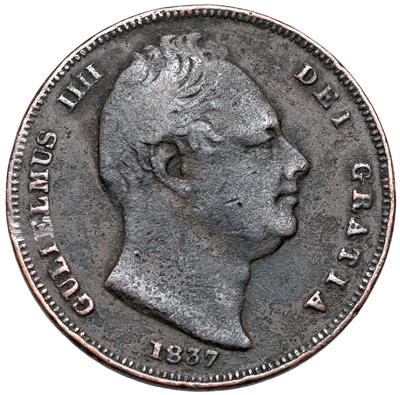
وليام الرابع
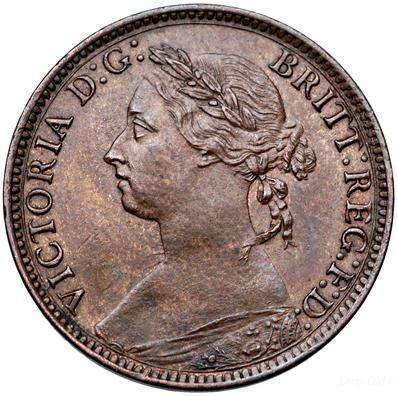
فيكتوريا (كعكة)
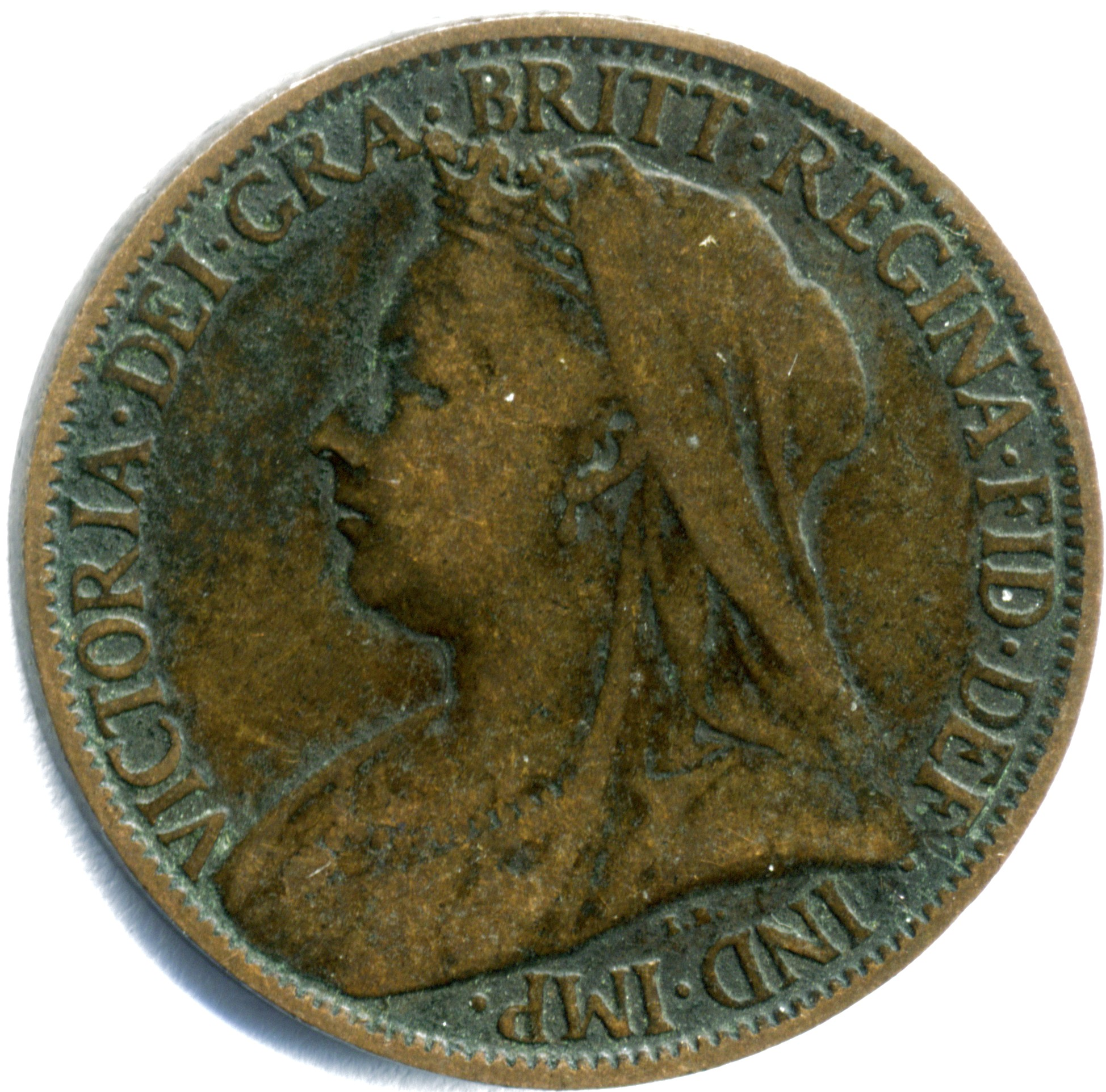
فيكتوريا (قديمة أو محجبة)
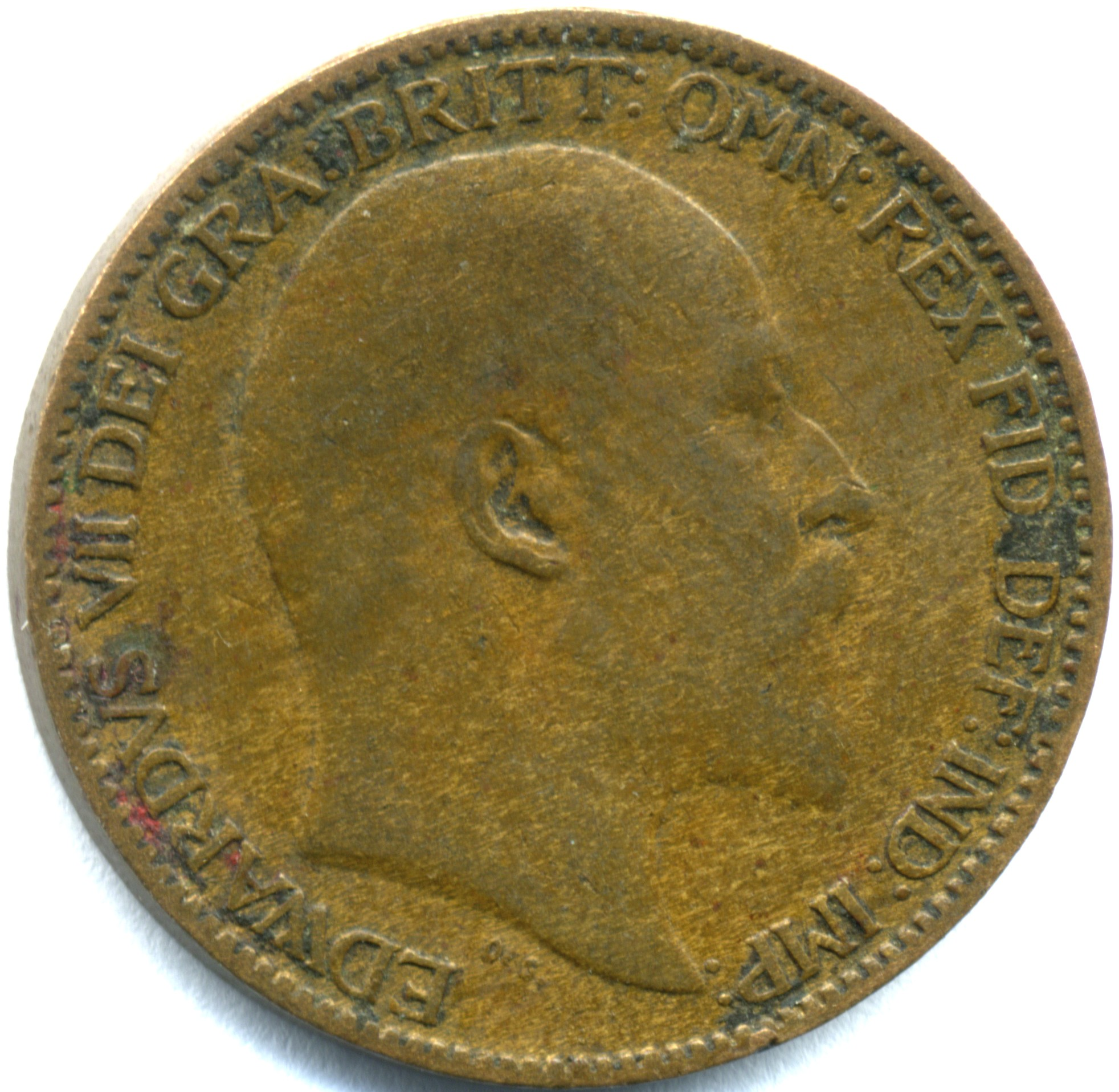
إدوارد السابع
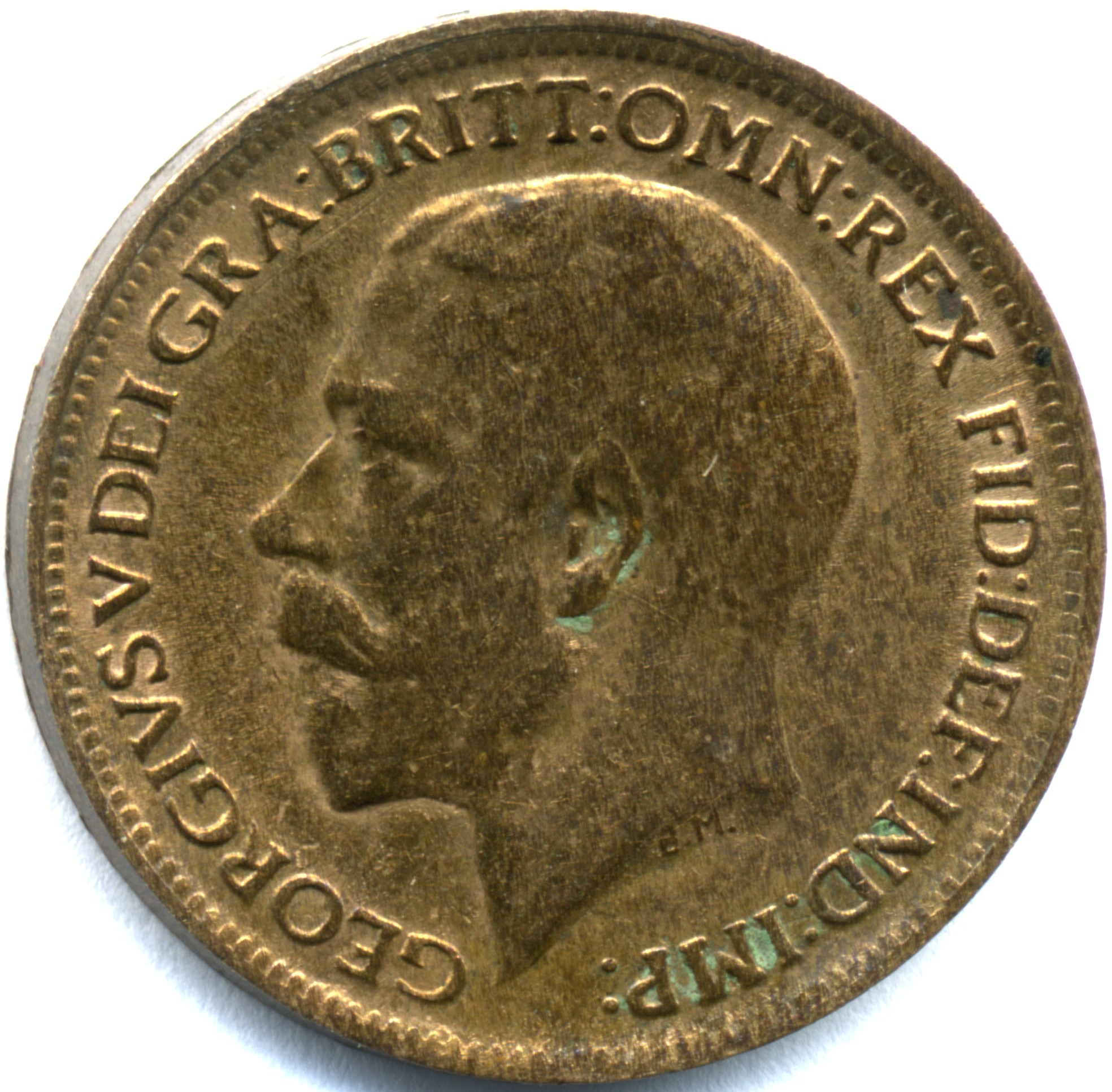
جورج الخامس
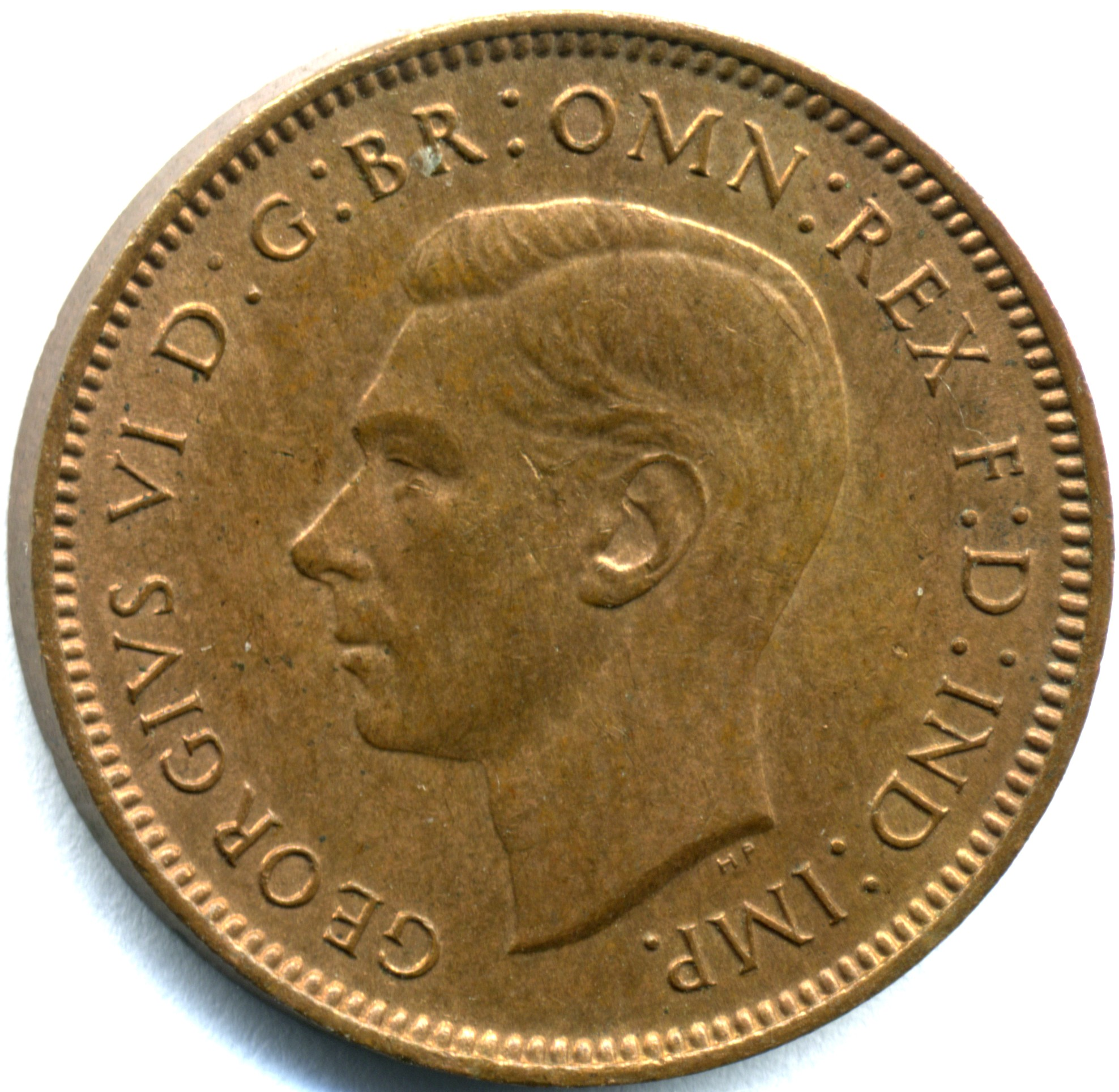
جورج السادس
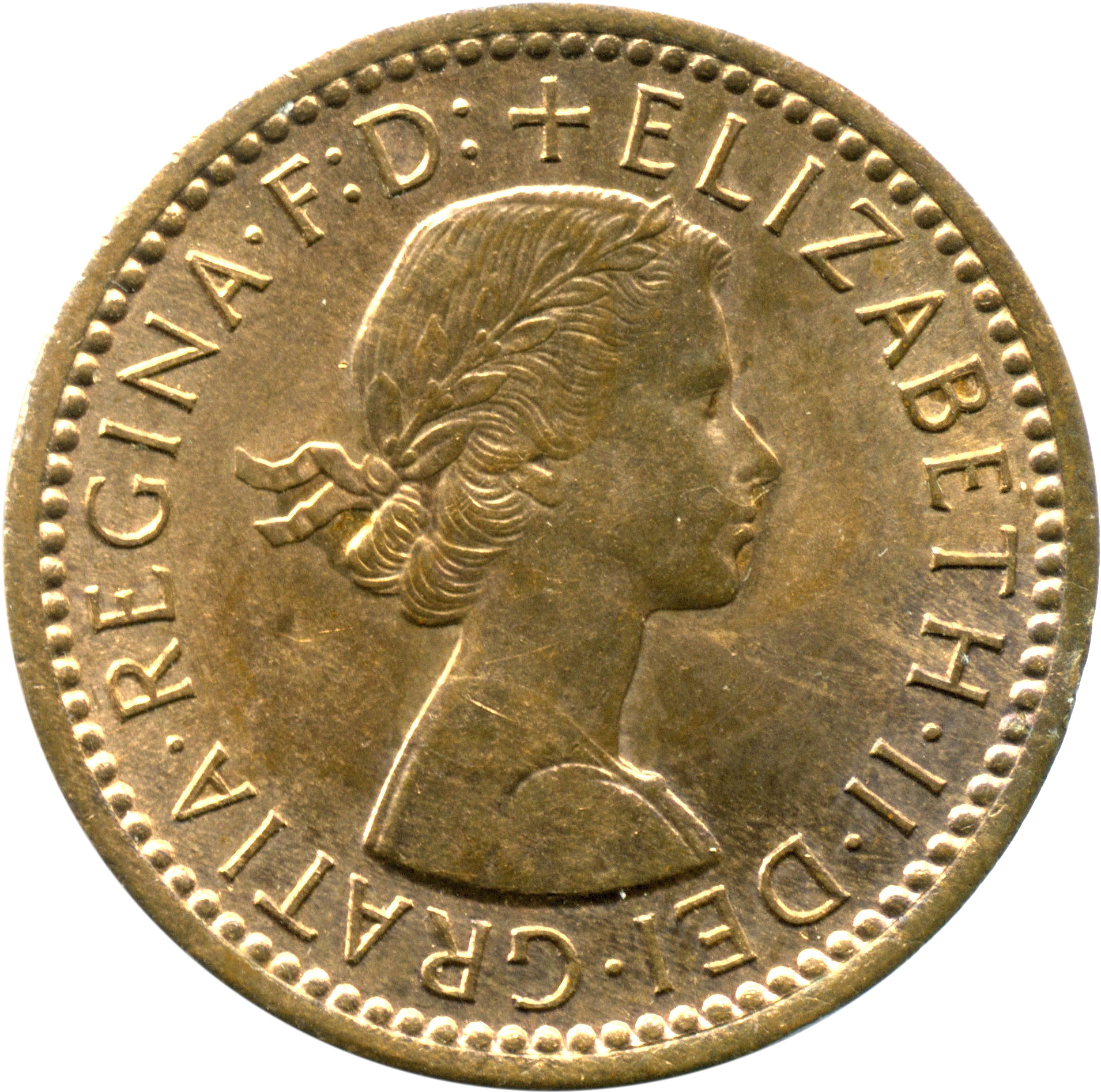
إليزابيث الثانية

## فهرس
- Cavendish، Richard (ديسمبر 2010). "The Farthing's Last Day". History Today. مؤرشف من الأصل (pdf) في 2018-11-05. اطلع عليه بتاريخ 2017-11-23.
- Craig، John (2010) [1953]. The Mint (ط. paperback). Cambridge, United Kingdom: Cambridge University Press. ISBN:978-0-521-17077-2.
- Dyer، G.P. (1996). "Thomas Graham's copper survey of 1857" (PDF). British Numismatic Journal. ج. 66: 60–66. مؤرشف من الأصل (PDF) في 2024-02-07.
- Dyer، G.P.؛ Gaspar، G.P. (1992). "Reform, the New Technology and Tower Hill". في Challis، C.E. (المحرر). A New History of the Royal Mint. Cambridge, United Kingdom: Cambridge University Press. ص. 398–606. ISBN:978-0-521-24026-0.
- Freeman، Michael J. (1985) [1970]. The Bronze Coinage of Great Britain (ط. revised). London: Barrie & Jenkins Ltd. ISBN:978-0-09-155240-4.
- Josset، Christopher Robert (1962). Money in Britain. London: Frederick Warne and Co Ltd. OCLC:923302099.
- Linecar، H.W.A. (1977). British Coin Designs and Designers. London: G. Bell & Sons Ltd. ISBN:978-0-7135-1931-0.
- Lobel، Richard، المحرر (1999) [1995]. Coincraft's Standard Catalogue English & UK Coins 1066 to Date (ط. 5th). London: Standard Catalogue Publishers Ltd. ISBN:978-0-9526228-8-8.
- Peck، C. Wilson (1960). English Copper, Tin and Bronze Coins in the British Museum 1558–1958. London: Trustees of the British Museum. OCLC:906173180.
- Rodgers، Kerry (فبراير 2017). "Rule Britannia, Part 2: Stuart Restoration". Coin News: 41–44.
- Ruding، Rogers (1840) [1819]. Annals of the Coinage of Great Britain and Its Dependencies: From the Earliest Period of Authentic History to the Reign of Victoria (ط. 3rd). ج. 2. OCLC:165272521. مؤرشف من الأصل في 2025-04-09.
- Seaby، Peter (1985). The Story of British Coinage. London: B. A. Seaby Ltd. ISBN:978-0-900652-74-5.
- Weightman، A. E. (1906). "The Royal Farthing Tokens, Part 1: 1613-1636" (PDF). British Numismatic Journal. ج. 3: 181–217. مؤرشف من الأصل (PDF) في 2024-02-25.

## روابط خارجية
- صور وأوصاف عملات الفارثينج البريطانية موقع يحتوي على صور وأوصاف لعملات الفارثينج البريطانية المستخدمة في بريطانيا منذ عهد هنري الثالث إلى عهد إليزابيث الثانية بما في ذلك العملة والأنماط والحجم وما إلى ذلك.
- العملات البريطانية – معلومات مجانية عن العملات البريطانية. يتضمن منتدى عبر الإنترنت.
- موقع Farthing الإلكتروني يعرض مجموعة متنوعة من العملات من عام 1799 إلى عام 1956 بدرجات وأصناف مختلفة
- ويكي العملات – موسوعة العملات البريطانية من عام 1816 حتى الآن ومزود للمعلومات ذات الصلة.